# Ángulo infraesternal
La apertura torácica inferior está formada por la duodécima vértebra torácica detrás, por las undécimas y duodécimas costillas en los lados, y delante por los décimo, noveno, octavo, y séptimas cartílagos costales, los cuales ascienden en cualquier lado y formar un ángulo, el ángulo infraesternal, ángulo subcostal o ángulo xifoideo, alrededor del vértice del cuerpo del esternón desde donde se proyecta el proceso xifoides.
El embarazo causa que el ángulo aumente de 68° a 103°.